# Stefan Czapsky
Stefan Czapsky (Oldenburg, 15 dicembre 1950) è un direttore della fotografia statunitense.
Nei primi anni novanta ha collaborato con il regista Tim Burton per tre film: Edward mani di forbice (1990), Batman - Il ritorno (1992) e soprattutto Ed Wood (1994), il cui bianco e nero moderno gli ha valso i premi di diverse associazioni di critici cinematografici statunitensi.

## Biografia
Nato in Germania da genitori ucraini, si trasferisce da bambino con la famiglia negli Stati Uniti, a Cleveland. Studia storia e critica cinematografica alla Case Western Reserve University e si specializza alla Columbia University di New York.
Inizia la carriera nel mondo del cinema nella seconda metà degli anni settanta, come assistente alla macchina di Paul Glickman. Nella prima metà degli anni ottanta lavora come capo-elettricista nelle troupe di importanti direttori della fotografia, quali Edward Lachman, Michael Ballhaus (Fuori orario di Martin Scorsese), Bruno de Keyzer e Haskell Wexler (Matewan di John Sayles).
Esordisce come direttore della fotografia nel 1986 con il film sportivo Sogni di gloria diretto da Rob Nilsson. Seguono nel 1988 la commedia yuppie-vampiresca Stress da vampiro e il documentario La sottile linea blu diretto da Errol Morris, regista che ritrova poi nel 1991 per un altro documentario, Dal big bang ai buchi neri, sullo scienziato Stephen Hawking, e per il suo primo film di finzione, La collina del demonio, tratto da un romanzo di Tony Hillerman. Nel 1989 lavora anche al mélo iperrealista Ultima fermata Brooklyn diretto da Uli Edel e si fa apprezzare nel circuito del cinema indipendente per la fotografia di una delle prime opere di Todd Solondz, Fear, Anxiety & Depression.
Nel 1990 viene scelto da Tim Burton per curare le immagini della favola gotica Edward mani di forbice, nella quale il regista dimostra «un talento visivo e scenografico stupefacente». La collaborazione con il visionario regista prosegue con il cupo Batman - Il ritorno (1992) e culmina con la «magistrale fotografia» di Ed Wood (1994), affettuosa celebrazione di un'epoca passata del cinema.
In seguito Czapsky dirada la sua attività cinematografica, dedicandosi prevalentemente alla pubblicità e ai videoclip musicali.

## Filmografia
- Sogni di gloria (On the Edge), regia di Rob Nilsson (1986)
- Stress da vampiro (Vampire's Kiss), regia di Robert Bierman (1988)
- La sottile linea blu (The Thin Blue Line), regia di Errol Morris (1988)
- D.O.A. - Dead on Arrival (D.O.A.), regia di Annabel Jankel e Rocky Morton (1988) (fotografia aggiuntiva)
- Ultima fermata Brooklyn (Last Exit to Brooklyn), regia di Uli Edel (1989)
- Fear, Anxiety & Depression, regia di Todd Solondz (1989)
- Flashback, regia di Franco Amurri (1990)
- Sons, regia di Alexandre Rockwell (1990)
- La bambola assassina 2 (Child's Play 2), regia di John Lafia (1990)
- Edward mani di forbice (Edward Scissorhands), regia di Tim Burton (1990)
- Dal big bang ai buchi neri (A Brief History of Time), regia di Errol Morris (1991)
- La collina del demonio (The Dark Wind), regia di Errol Morris (1991)
- Batman - Il ritorno (Batman Returns), regia di Tim Burton (1992)
- Doppia anima (Prelude to a Kiss), regia di Norman René (1992)
- Ed Wood, regia di Tim Burton (1994)
- Matilda 6 mitica (Matilda), regia di Danny DeVito (1996)
- Il monaco (Bulletproof Monk), regia di Paul Hunter (2003)
- Blades of Glory - Due pattini per la gloria (Blades of Glory), regia di Will Speck e Josh Gordon (2007)
- Fighting, regia di Dito Montiel (2009)